# Турина, Владимир
Владимир Турина (хорв. Vladimir Turina; 6 февраля 1913, Баня-Лука — 22 октября 1968, Загреб) — хорватский архитектор, инженер и университетский преподаватель. Один из важнейших архитекторов Хорватии второй половины XX века.

## Биография
Владимир Турина родился 6 февраля 1913 года в городе Баня-Лука. После завершения обучения в одной из гимназий Сараево, он поступил на архитектурное отделение технического факультета Загребского университета, которое окончил в 1936 году. Следующие четыре года он в качестве проектировщика провёл в строительной компании Зорислава Франетича, Мате Црнича и Богдана Петровича. В 1939 году Турина получил диплом инженера, что позволило ему устроиться на работу сначала в техническое бюро медицинского факультета Загребского университета, а затем и в Министерство строительства, в стенах которого он разработал план нормативной базы Загреба и генеральный план застройки южной его части. В 1946 году, в качестве приглашённого эксперта, начал вести лекции на кафедрах своей альма-матер, через два года был зачислен в штат факультета на правах постоянного преподавателя, а в 1957 году получил степень хабилитированного доктора наук.
Умер Владимир Турина в Загребе 22 октября 1968 года.

## Проекты
Владимир Турина начал принимать участие в архитектурных конкурсах сразу же после получения диплома архитектора, однако большинство его проектов так и остались нереализованными. Среди них были: Дом офицеров в Загребе (1937), здание Монопольного управления в Белграде (1938), Дворец «Албания» (1938), Государственная опера в Белграде (1940), отель на Плитвицких озёрах (1940), клиника Загребского университета в районе Шалата (1941), олимпийский стадион в белградском районе Баница (1947, совместно с Драганом Болтаром), здание Центрального комитета Коммунистической партии Югославии в Белграде (1947), гражданский аэропорт в Ботинце (1948), комбинированный бассейн (под открытым небом и крытого типа) в Сушаке (1948), Центр водного спорта в Риеке (1949), Государственная препарандия (учительская семинария) в Загребе (1952), небоскрёб на площади Маршала Тито (1952), крытый бассейн в Загребе (1953), здание управления завода «Rade Končar» (1953), здание технологического факультета университета в Скопье (1960), торговый центр в городе Славонски-Брод (1961), здание управления Загребской ярмарки (1963), рекреационный центр в Бановице (1963), театр в Зенице (1963) и спортивная арена в Скопье (1963).

### Банская администрация
Первый реализованный архитектурный проект Владимир Турина создал спустя два года после выпуска из университета. Тогда, в 1938 году, он вместе с загребскими архитекторами Видом Врбаничем и Николой Деспотом выиграл конкурс на создание проекта дворца администрации Приморской бановины в городе Сплит. Под строительство здания был выделен земельный участок на набережной в западной части города, вследствие чего у Турины возникла идея создания дворца, противоположного по стилю Дворцу Диоклетиана, являвшегося архитектурной доминантой в центральной части Сплита. Преследуя эту цель, Турина отказался от архитектурных излишеств и создал чертёж пятиэтажного здания строгой квадратной формы с небольшими квадратными окнами. Здание в стиле раннего модерна, занимавшее площадь в 11 800 квадратных метров, было построено лишь в сентябре 1940 года, то есть через год после упразднения Приморской бановины, поэтому вместо работников банской администрации его поочерёдно занимали представители: усташей, Югославской народной армии и правительства города Сплит, пребывающего в здании в настоящее время.

### Стадион Максимир

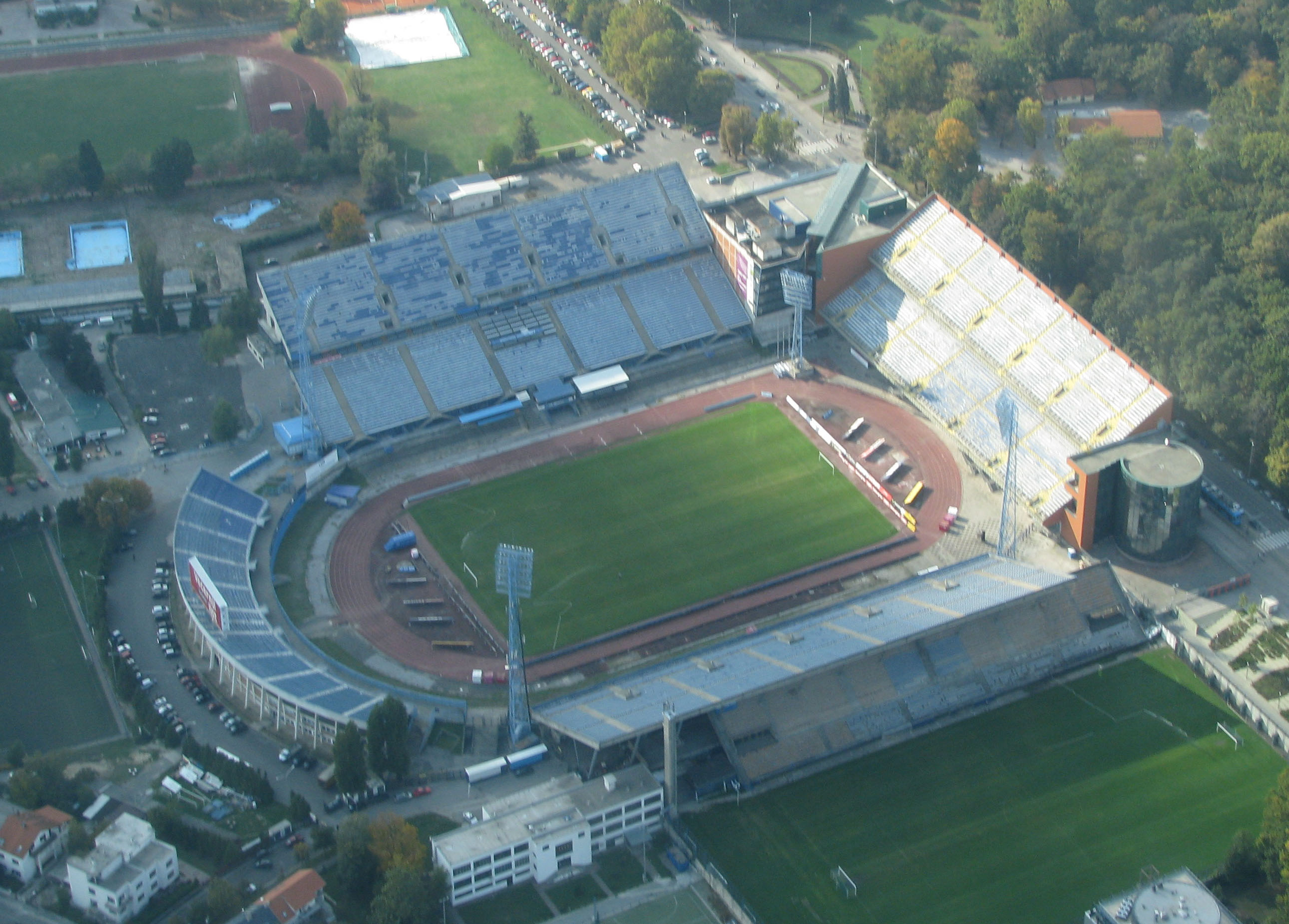
Вид сверху на стадион Максимир в Загребе

В самом начале 1950-х годов власти Загреба привлекли Владимира Турину к проектированию нового стадиона в развивающемся районе города под названием Максимир. При помощи двух ассистентов, Эугена Эрлиха и Франьо Нейдхардта, Турина спроектировал три из четырёх трибун нового стадиона (западную, северную и восточную), которые были поочерёдно построены в период с 1952 по 1962 год. От работы над последней по счёту (южной) трибуны Турина отказался, и она в 1969 году была построена по проекту другого хорватского архитектора Божидара Тушека.
Незадолго до своей смерти, Турина в качестве эксперта по возведению спортивных объектов был приглашён в Тегеран для создания проекта олимпийского стадиона на 120 000 зрителей. При работе над его чертежами он опирался на опыт проектирования «Максимира», перенёся из его проектной документации ряд архитектурных решений.

### Центр охраны матери и ребёнка
В начале 1950-х годов международная организация ЮНИСЕФ выделила деньги на постройку в Загребе специализированного центра матери и ребёнка, работники которого помимо оказания медицинской помощи, также должны были заниматься просветительской деятельностью в области деторождения и материнства. Новое здание было решено выполнить в виде пристройки к возведённой в 1909 году по проекту Игнята Фишера детской больницы на улице Клаичева.
Здание, построенное по проекту Турины, представляет собой вариацию «дома-прохода» — здания, задуманного как «туннельные ворота между двумя параллельными улицами». Такое архитектурное решение обусловлено сложностью рельефа, на выделенном для постройки участке, а также рядом раположенных поблизости природных объектов, вроде ручья и парка, которые городская администрация потребовала сохранить в нетронутом виде. Спустя год после постройки, то есть в 1957 году, Турина был награждён за этот проект Премией города Загреба.

### Дом Спортова

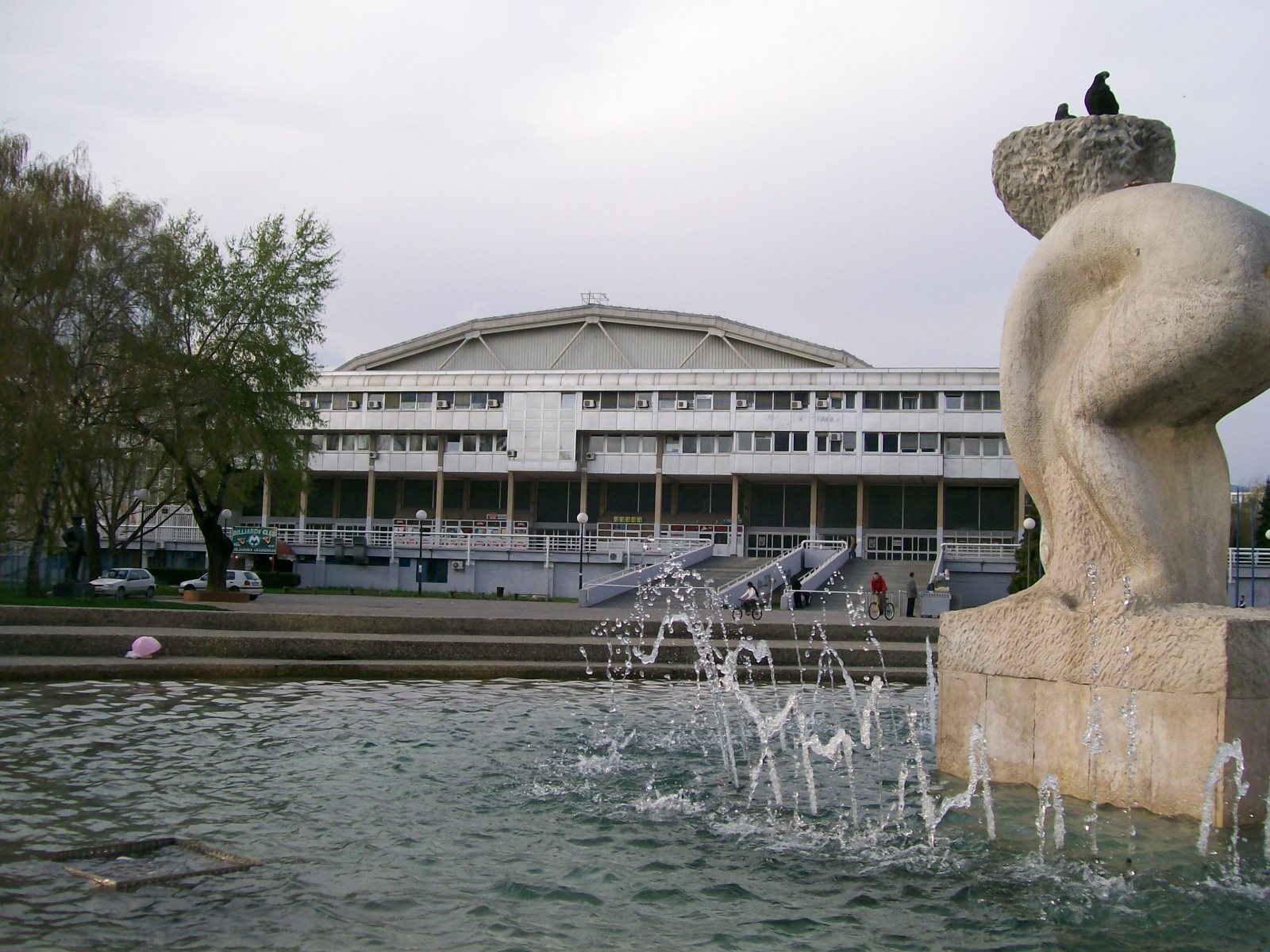
Спортивная арена «Дом Спортова» в Загребе

Спортивную арену «Дом Спортова» в Загребе Владимир Турина спроектировал в соавторстве с Борисом Магашем и Младеном Водичкой. Строительство спортивного центра продолжалось с 1964 по 1974 год. Постройка представляет собой комплекс из восьми многоцелевых залов, на трибунах только двух из которых может разместиться около 8000 человек. Площадь центра составляет 32 000 м², из которых 10 000 м² занимают офисные помещения, а 22 000 м² используются для проведения спортивных и развлекательных мероприятий.

## Оценки
Несмотря на то, что за тридцать лет деятельности Владимира Турины в камне было воплощено лишь четыре здания по его проектам, он входит в число самых важных хорватских архитекторов второй половины XX века. Многие архитекторы и исследователи отмечали новаторские идеи Турины и его передовой статус среди загребских архитекторов. Среди высказывавшихся в подобном ключе людей был французский архитектор Ле Корбюзье и коллега Турины Младен Водичка, который считал его передовым представителем авангардного течения в архитектуре среди своих современников и «отцом современного, графического архитектурного выражения» в Хорватии. Также, его ученица и архитектурный критик Антоанета Пасинович отмечала дальновидный подход Турины при его выборе двигаться в сторону авангарда в архитектуре, вопреки общей для социалистических стран тенденции следования веяниям соцреализма и сталинской архитектуры.
Анализируя публикации 1940-х годов, хорватский исследователь авангарда Александр Флакер отметил что большинство оценок, так или иначе относящихся к Турине, связаны с изучением не его работ, а его взглядов, опережавших или шедших в разрез с устоявшимися традициями в среде югославских архитекторов середины XX века.